# Eppensteiner

Lehensfahne (Wappenbanner) der Eppensteiner

Die Eppensteiner waren ein mittelalterliches Adelsgeschlecht, das einige Herzöge von Kärnten stellte und als erstes einheimisches Herzogsgeschlecht gilt. Auch zwei Markgrafen der Kärntnermark entstammen diesem Geschlecht. Auf die rot-weiß-rote Lehensfahne dieses Geschlechts geht der österreichische Bindenschild ursprünglich zurück, denn als 1122 das Geschlecht ausstarb, vererbte es sein Eigengut und Friauler Lehenschaften samt seiner Lehensfahne an die Meinhardiner von Kärnten sowie an die steirischen Traungauer, welche letztgenannten es wiederum bei ihrem Aussterben 1192 an die österreichischen Babenberger, Herzöge von Österreich, weitervererbten.

## Überblick
Benannt ist das Geschlecht nach der Burg Eppenstein bei Obdach in der Steiermark, welche die wichtige Route durchs Tal des Granitzenbaches überwachte und in einer Notiz des Jahres 1130 erstmals erwähnt wurde. Die Eppensteiner stammten ursprünglich aus Bayern und ließen sich in der Nähe von Judenburg nieder. Markwart III. (vor 970 bis etwa 1000) war erster Markgraf der Mark an der Mur, die in der heutigen Steiermark lag und mit der vier obersteirische Grafschaften verbunden waren.
Adalbero von Eppenstein konnte sich im Rodungsgebiet großen Besitz sichern. Er wurde um 1000 Markgraf in der Mark an der Mur und 1012 schließlich Herzog von Kärnten. 1035 wurde er abgesetzt, vier Jahre später starb er. Seinem Sohn Markwart IV. († 1076) gelang es, die reichen Besitzungen und die faktische Herrschaft in Kärnten zu halten. Dessen Sohn Liutold von Eppenstein († 1090) wurde 1077 von König Heinrich IV. wieder mit dem Herzogtum Kärnten und der Mark Verona belehnt. Gemeinsam mit seinem Bruder Heinrich wollte er seine Macht auf Kosten Bambergs, Salzburgs und Aquileias ausdehnen. Vater Markwart und Heinrich gründeten zwischen 1076 und 1103 das Stift St. Lambrecht in der heutigen Steiermark, das als geistiges Zentrum ihre Macht sichern und auch als Grablege dienen sollte.
Mit Heinrichs Tod 1122 erlosch das Geschlecht der Eppensteiner. Erbe des Allodialbesitzes in der Obersteiermark wurde sein Schwager, der Traungauer Otakar II. († 1122) bzw. dessen Sohn Leopold. Die Herzogswürde in Kärnten gelangte an die Grafen von Spanheim, mit denen die Eppensteiner verschwägert waren.

## Stammliste der Eppensteiner
Die Eppensteiner werden manchmal auch Markwarte oder Viehbacher genannt.
Markwart I., Graf im Viehbachgau 916
- Markwart II. († nach 951), Edler im Gebiet „Eppenstein“ 927, Graf im Viehbachgau 940
  - Richardis († 1013), ⚭ Ulrich (Ebersberg) († 1029)
  - Markwart III. († 1000), ⚭ Hadamut von Ebersberg
    - Adalbero (* um 980; † 1039), Herzog von Kärnten (1011/12–1035, abgesetzt), Markgraf der Kärntner Mark, Graf von Eppenstein, Graf im Ennstal, ⚭ Beatrix, Tochter von Herzog Hermann II. von Schwaben
      - Markwart IV. († 1076), Herzog von Kärnten (1073–1076), Graf von Eppenstein, Vogt von Brixen, Rosazzo und St. Lambrecht, ⚭ Liutbirg von Plain († vor 1103), Tochter von Graf Liutold II. bzw. Nichte von Markgraf Wilhelm von der Sann (Wilhelminer)
        - Liutold († 1090), Herzog von Kärnten (1076–1090), Graf von Eppenstein, Markgraf von Verona, Vogt von Aquileia, ⚭ I. NNw, verstoßen, ⚭ II. NNw
        - Heinrich III. von Kärnten († 1122), Graf von Eppenstein, Herzog von Kärnten (1090–1122), Markgraf von Verona (1090–1122), Markgraf von Krain (1077–1093), Markgraf von Friaul (1077–1093), Markgraf von Istrien (1077/1086?–1093), Vogt von Aquileia (1076/1090?–1101/02) sowie Vogt von Moosburg, ⚭ I. Beatrix von Dießen († 1096), Tochter von Graf Otto I. († 1065), ⚭ II. Liutgard, ⚭ III. Sophia von Österreich, Tochter von Markgraf Leopold II.
        - Markwart, Graf
        - Ulrich († 1121), Abt von St. Gallen (ab 1077), Gegenabt von Reichenau (1079), Patriarch von Aquileia (ab 1085)
        - Hermann († 1087), (Gegen-)Bischof von Passau (1085–1087)

      - Adalbero von Eppenstein († 1057), Bischof von Bamberg (1053–1057)
      - Willibirg, ⚭ Ottokar I. († 1075), Markgraf der Kärntner Mark
      - NNw, ⚭ Kuno II. Welf, Graf im Sualafeldgau, ⚭ Otto I. († 1065), Graf von Dießen

    - Eberhard († nach 1039), Graf an der Isar
      - Friedrich
      - Hadamut (verheiratet mit Friedrich I. von Regensburg)

  - Rüdiger († vor 1000) (siehe: Nibelungensage)